# 加拉太人
加拉太人是希腊化时期生活在小亚细亚中部加拉太地区（今土耳其安卡拉周边）的高卢民族（凱爾特人的一支），他们使用的语言是与高卢语有密切关系的加拉提亚语。加拉太人大约于公元前278年进入小亚细亚，前25年被古罗马人征服，在该地建立了加拉太行省。公元1世纪左右许多加拉太人在保罗的影响下皈依基督教。